# 윌리엄 러셀 (영국의 배우)
윌리엄 러셀 에녹 (William Russell Enoch, 1924년 11월 19일~2024년 6월 3일)은 영국 잉글랜드 출신의 배우이다. 1950년대부터 공연과 영화, 방송계에서 활동해 왔으며 TV 드라마 〈랜슬롯 경의 모험〉 (1956년~1957년)으로 처음 주연을 맡았다. 1963년 BBC1에서 방영을 시작한 SF 드라마 《닥터 후》의 첫 에피소드 "An Unearthly Child"에서 학교 선생 이언 체스터턴 역으로 처음 등장해 1965년까지 출연하였다.
영화 출연작으로는 《존재한 적 없는 사나이》(1956년), 《대탈주》(1963년), 《슈퍼맨》(1978년)이 대표작이며, 1992년 영국 ITV의 인기 드라마 《코로네이션 스트리트》에 '테드 설리번' 역으로 출연하였다. 말년에는《닥터 후》 관련작에 계속해서 출연해 오다 2022년 방영된 "The Power of the Doctor" 편에 재등장하였다. 이는 드라마 하차로부터 57년 만의 일로, 한 배우가 TV 드라마에 가장 오랜만에 재출연한 기록으로 기네스북에 등재되었다.

## 생애
1924년 11월 19일 영국 더럼주 선덜랜드에서 어머니 이바 컴스턴 (Eva Compston)과 아버지 알프레드 제임스 에녹 (Alfred James Enoch)의 아들로 태어났다. 울버햄튼 그래머 스쿨을 거쳐 옥스퍼드 대학교에 입학한 러셀은 일찍부터 연기 활동에 관심을 가졌다. 영국 공군에서 의무 복무를 마치고 대학 졸업 후 레퍼토리 극장가에서 연극 배우로 활동하며 본격적인 연기 활동에 나섰다.
1953년 발비나 구티에레즈 (Balbina Gutierrez)와 결혼하였으며 로버트 (Robert), 래티샤 (Laetitia), 바네사 (Vanessa)의 세 자녀를 두었으나 이후 이혼하였다. 1984년 바베이도스계 브라질인 에들린 마가렛 루이스 (Etheline Margareth Lewis)와 재혼하여 1988년 아들 알프레드 에녹을 낳았다. 알프레드 에녹 역시 배우로 활동하였으며 해리 포터 영화 시리즈에서 딘 토마스 역으로 출연한 바 있다.
2024년 6월 3일 폐렴에 걸려 자택에서 99세의 나이로 사망했다.

### 닥터 후 출연

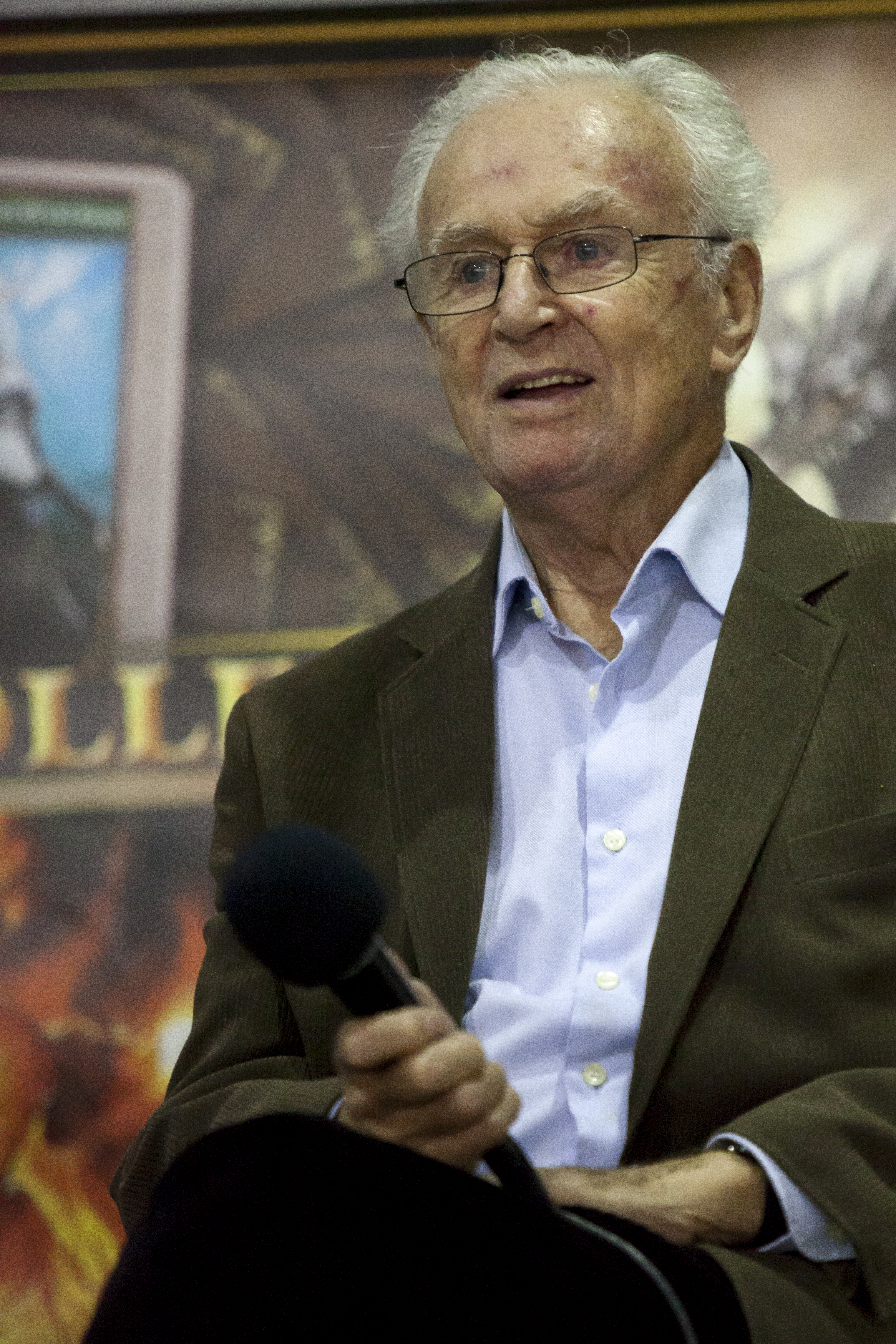
2012년 런던 필름 앤드 코믹콘에 참석한 윌리엄 러셀

1963년 BBC1의 SF 드라마 《닥터 후》에서 주인공 닥터의 첫번째 시간여행 동행자로 나서는 과학교사 '이언 체스터턴' 역으로 캐스팅되었다. 윌리엄 러셀과 함께 초대 주연으로 출연한 다른 배우로는 1대 닥터 역의 윌리엄 허트넬, 바바라 라이트 역의 재클린 힐, 수전 포어맨 역의 캐럴 앤 포드, 비키 역의 모린 오브라이언이 있었다.
파일럿 에피소드부터 제작에 참여한 윌리엄 러셀은 1963년 11월 방영된 시즌 1의 첫번째 에피소드 〈An Unearthly Child〉부터 1965년 시즌 2 에피소드〈The Chase〉의 마지막화인 "The Planet of Decision"을 끝으로 드라마에서 하차하였다.
1983년 시즌 20 당시 5대 닥터 역의 피터 데이비슨과 함께 〈Mawdryn Undead〉에피소드에 이언 역으로 재출연 논의가 이루어졌으나 촬영일정이 겹치는 바람에 고사하였다. 1992년 코로네이션 스트리트에서 하차한 것을 계기로 닥터 후와의 협업 인연을 이어나갔다. 1960년대 소실된 에피소드의 오디오북 출시를 계기로 해설역을 다수 맡았으며, 빅 피니시 프로덕션에서 제작하는 닥터후 오디오 드라마 〈The Game〉에 출연하는가 하면, 타깃 북스에서 출판한 닥터후 소설판의 오디오 각색판의 낭독에 참여하였다.
1999년 1대 닥터 에피소드〈The Crusade〉의 비디오 발매 당시 이언 역으로 복귀하여 제작에 참여하였다. 이 에피소드의 제2화 "The Knight of Jaffa"와 제4화 "The Warlords"는 영상이 소실된 상태로, 영상이 남아 있는 나머지 회차와의 연결에 도움이 되도록 작중 배역으로 출연하였다.
2013년 닥터 후 50주년을 기념하여 탄생 비화를 조명한 BBC 다큐드라마 〈An Adventure in Space and Time〉에서 윌리엄 러셀 역에 제이미 글로버가 캐스팅되어 당시의 모습을 연기하였다. 러셀 본인도 '해리'라는 이름의 BBC 제작위원 역으로 캐스팅되어 출연하였다. 같은 해 빅 피니시에서 50주년 기념으로 제작한 오디오 드라마 〈The Light at the End〉에 이언 체스터턴과 1대 닥터 역으로 출연하였다. 당시 88세의 나이였던 윌리엄 러셀은 가장 오래된 나이에 닥터를 연기한 배우로 기록되었으나, 2023년 3월 빅 피니시 오디오극 〈The Fourth Doctor Adventures〉에서 톰 베이커가 89세의 나이에 4대 닥터 역으로 재출연하면서 기록이 깨졌다.
2022년 닥터 후 스페셜 에피소드 "The Power of the Doctor"에서 노인이 된 이언 체스터턴 역으로 카메오로 출연하였다. 드라마 본편 출연은 1965년 하차 이후 57년 만의 일로, 가장 오랜만에 재출연한 기록으로 기네스북에 등재되었다.

## 출연

### 영화
- 아만다의 저주 (1990년)
- 죽음의 중계 (1980년)
- 슈퍼맨 (1978년)
- 대탈주 (1963년)
- 존재한 적 없는 사나이 (1956년)
- 데이 후 데어 (1953년)
- 비스킷 이터 (1940년)